# Олимпийская медаль
[[Файл:Olympic gold medal, Nova Peris, 1996, obverse.jpg|thumb|200px|Медаль летних Олимпийских игр в Атланте (аверс)]
Олимпийская медаль (греч. Ολυμπιακό μετάλλιο) — знак отличия за личное или командное спортивные достижения в соревнованиях на Олимпийских играх, также считается атрибутикой, используемой Международным олимпийским комитетом для продвижения идеи Олимпийского движения во всём мире.
Олимпийская медаль имеет определённую градацию:
- золотая медаль — за первое место
- серебряная медаль — за второе место;
- бронзовая медаль — за третье место.

Но иногда этот порядок не соблюдался, как в Играх I Олимпиады.
Золотую, серебряную и бронзовую награды в совокупности называют комплектом олимпийских медалей.

## История
В соревнованиях Античных Олимпийских игр наградой была не медаль, её создали гораздо позже. В античности награды могли быть какими угодно: Геракла наградили венком из дикой оливы, в последующие эллинские национальные Олимпийские игры были разыграны различные призы. Царь Эндимион за победу отдал своё царство, но участниками были его сыновья. Победитель получал большую сумму золотых монет, славу и разные ценности. За 293 Олимпиады Древней Греции было разыграно много призов, вручённых приблизительно 330 участникам, но ни одной медали выковано и подарено не было.
В первый раз решение о внедрении традиции награждать победителей Игр Олимпиады медалями было принято Первым Олимпийским конгрессом в 1894 году, за два года до I Олимпийских игр, прошедшим в Греции, в городе Афины. Все основные правила награждений и основополагающие принципы были прописаны в главном сборнике уставных документов Олимпийского движения — Олимпийской хартии. Основным принципом, описанным в Олимпийской хартии, была раздача медалей победителям в зависимости от занятых мест: занявшим третье и второе места спортсменам вручают медали из серебра 925-й пробы, а медаль победителя должна быть покрыта шестью граммами чистого золота. Диаметр самой медали около 60 мм, толщина 3 мм. За 3-е место спортсмены награждаются бронзовыми медалями. Размеры были установлены, но на протяжении многих лет они менялись. Изменяли также форму, привычную круглую форму отменяли в 1900 году на Играх II Олимпиады, а на III зимних Олимпийских играх в 1932 году была выбрана рельефная форма на гурте.
До 1960 года медали изготавливались без креплений и вручались победителям прямо в руки. Организаторы Игр 1960 года в Риме впервые изготовили тонкие бронзовые цепочки в форме оливковой ветви, чтобы медали можно было вешать на шеи спортсменам. Интересно, что, вводя не предусмотренное правилами новшество, организаторы подстраховались и вручили девушкам, выносившим медали для награждения, ножницы, чтобы быстро перерезать цепочки в случае возражений. Однако идея понравилась, и с тех пор к олимпийским медалям стали крепиться цепочки или ленты.
Самые отличающиеся по форме медали были отлиты для Зимних Олимпийских игр: XI в 1972 году, XIX зимних Олимпийских игр 2002 года, а в 1998 году для XVIII игр были произведены медали с дополнительной прощелиной, доплавленой сверху, для удобного вдевания ленты. Эта идея стала применяться позже почти во всех Олимпийских медалях.

## Летние

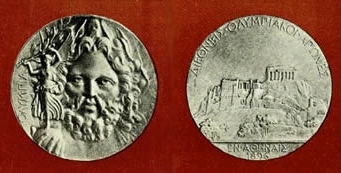
Серебряная медаль Игр I Олимпиады

### Игры I Олимпиады
В апреле 1896 года проходили I летние Олимпийские игры в Афинах, на которых было роздано 43 комплекта медалей в 9 видах спорта. Отличительной особенностью игр было то, что награждений золотой медалью не было: победителям, занявшим первое место в соревнованиях, вручались медали, сделанные из серебра, с позолотой. Обладатели вторых мест получали бронзовые медали, третьи места учитываться стали позже, после принятия соответствующего решения Международным олимпийским комитетом.
На лицевой стороне наградной медали выгравирована голова Зевса Олимпийского, отца богов. Он сжимает в правой ладони земной шар, со стоящей на нём богиней победы Никой, которая придерживает руками над головой огромную оливковую ветвь. Слева расположена, вертикально снизу вверх, надпись греческими буквами: Олимпия (англ. OLYMPIA; греч. Ολυμπία). Справа — фамилия художника Жюль Шаплен (англ. J. C. Chaplain; греч. J. C. Shaplen).
На оборотной стороне изображён Акрополь. Вверху полукругом написано по-гречески печатными буквами: «Международные Олимпийские игры» (англ. International Olympic Games; греч. Διεθνείς Ολυμπιακοί Αγώνες), а внизу в две строки продолжение — «в Афинах, 1896» (англ. in Athens in 1896.; греч. στην Αθήνα, 1896).

### Игры II Олимпиады

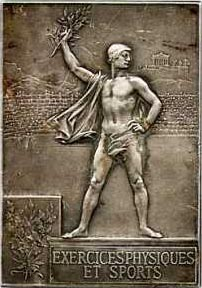
Наградная плакетка, оборотная сторона

Таким же образом, как и на предыдущих играх, на летних Олимпийских играх 1900 года распределялись медали участникам, занявшим первые два места в каждом виде спорта. Победителям вручали серебряные, а участникам, занявшим второе место, бронзовые медали.
Памятные награды сильно отличались своей формой — первый и единственный раз в истории летних Олимпийских игр награды имели прямоугольную форму (назывались «плакетками»). Фраза «Олимпийские игры» на наградной плакетке, так и на памятной медали отсутствовали, в связи с одновременным проведением Олимпийских игр и Всемирной выставке, которая проходила в Париже.
Изображения наградной плакетки и памятной медали отличались, но изготовлены они были из одинаковых металлов, в основном из бронзы, при этом наградная плакетка покрыта слоем серебра, и её легко принять за серебряную.
Художником изображений на памятной медали оказался француз Жюль Шаплен, создавший олимпийские награды для победителей I Олимпиады в Афинах. На лицевой стороне медали — окрылённая богиня победы, парящая в воздухе, несёт победителя. В правой руке у неё венок и пальмовая ветвь. Победитель держит горящий факел. Надпись по-французски: «Exposition Universelle Internationale Paris 1900» — Международная Всемирная выставка. Париж. 1900. (англ. The international World's fair. Paris. 1900; фр. L'Exposition universelle internationale. Paris. 1900). Внизу на фоне панорамы Парижа выбита надпись: Exercices Physiques Et Sports (Физические упражнения и спорт).

### Игры III Олимпиады

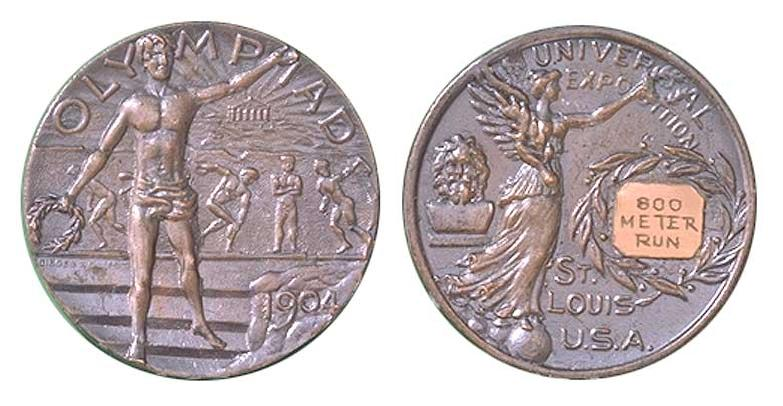
Серебряная медаль за бег на 800 м

С этих игр, начали награждать золотыми, серебряными и бронзовыми медалями троих победителей, а не двоих как было в предыдущих Олимпийских играх. Но точно также, как и в 1900 году, Олимпийские игры совпадали с проведением Всемирной выставки в городе Сент-Луисе, штате Миссури (США). Правительство США распорядилось выпустить около 500 золотых, 500 бронзовых олимпийских наград и свыше 1500 памятных медалей.
На лицевой стороне наградной медали изображён в полный рост победитель Игр с венком в правой руке, за которым — соревнующиеся в различных видах спорта атлеты, на фоне Акрополя. Сверху полукругом надпись: «Olympiad» (Олимпиада), чуть ниже в горизонталь — «1904». На оборотной стороне — в полный рост, богиня победы с венком победителя и пальмовой ветвью, стоящая на земном шаре, она повёрнута в правую сторону, а слева — бюст Зевса Олимпийского. Наверху надпись: «Universal Exposition» (Всемирная выставка). Внизу: «St. Louis, U. S. A.» (Сент-Луис, США). Справа от богини — лавровый венок, в центре которого гравировалось название вида спорта, за победу в котором предназначалась медаль.
Памятная медаль восьмиугольной формы, на лицевой стороне которой три герба — города, штата и США — в орнаменте из листьев и дата — «1803» (год присоединения Луизианы к Соединённым Штатам Америки, столетию этого события и была посвящена Всемирная выставка в Сент-Луисе). Текст на медали: «Universal Exposition Commemorating The Olympic Games 1904, Physical Culture Department» (Всемирная выставка. В память об Олимпийских играх, 1904. Департамент физической культуры). Далее выгравированы подписи руководителей Оргкомитета по подготовке к Играм. На оборотной стороне — фигура олимпийского чемпиона с оливковой ветвью на фоне восходящего солнца. Надпись: «Olympic Games St. Louis USA 1904» (Олимпийские игры, Сент-Луис, США, 1904).

### Игры IV Олимпиады
История создания медалей этих игр отличались своеобразностью и оригинальностью, в привычку вошло изменять кардинально дизайн, состав металлов и размеры наград. Лондон от этой привычки не отказался. Автор эскиза Бертрам Маккенан в сотрудничестве с Британским олимпийским советом решил произвести медали очень маленькие — 33 мм в диаметре. Окончательная эскизы медали были переданы в Королевскую Академию, для согласования.
Нарушая правила Олимпийской хартии, изменяли не только размер, но и состав металлов, а именно процент золота в призовой медали за первое место. Было решено отливать из золота 583-й пробы, а не позолоченные, как были все предыдущие варианты в прошлых играх. Именно с этим связано уменьшение размеров, за счёт чего она внешне была очень похожа на большую юбилейную монету.
На лицевой стороне наградной медали изображены, стоящий в полный рост, обнажённый атлет-победитель и с обеих сторон две полуобнажённые женские фигуры, возлагающие венок на его голову. Внизу надпись: «Olympic Games London 1908» (Олимпийские игры, Лондон, 1908). На оборотной стороне — изображение святого Георгия Победоносца на коне, поражающего дракона, а перед ним — богиня победы с пальмовой ветвью в правой руке. Справа, на заднем плане, крупное дубовое дерево. На ребре медали выгравировано название вида спорта, за победу в котором она предназначалась.

### Игры V Олимпиады
В момент избрания города Олимпийских игр — Стокгольма, в Швеции решили устроить конкурс на лучший эскиз медалей. Подготовительный комитет решил распределить награждения в следующем порядке: победители в индивидуальных соревнованиях получат медали из золота, участники команд-победительниц — серебряные позолоченные медали, занявшие вторые и третьи места — серебряные и бронзовые медали.
Отличительной чертой является то, что одна сторона наградной медали осталась такой же, как у награды Лондонской Олимпиады, 1908 года. Эскизы наградной и памятной медалей подготовил шведский скульптор Эрик Линдберг.

### Игры XXIX Олимпиады
На Летних Олимпийских играх 2008 года, проходивших в Пекине, было разыграно 958 наград в 28 видах спорта. 87 из 202 стран получили медали, остальные уехали домой без награды. Всего участвовало 11 099 спортсменов.
По выбору проекта Международным олимпийским комитетом Ван Ипэн стал автором дизайна медалей, по идее которого на оборотной стороне любой медали Олимпийских игр в Пекине выгравирована эмблема игр 2008 года и олимпийские кольца, на лицевой — изображена богиня победы, где на фоне — греческий стадион Панатинаикос, который был перестроен специально для первых в новейшей истории игр в 1896 году.

## Список медалей

### Материал для изготовления медалей
- МОК даёт следующие рекомендации (и утверждает окончательный дизайн):
  - Первое место (золотая медаль): изготавливается из серебра не ниже 925 пробы, золотое покрытие — 6 граммов золота.
  - Второе место (серебряная медаль): серебро 925 пробы.[4]
  - Третье место (бронзовая медаль): большей частью медь с оловом и цинком; цена металла около $3 в 2010.[5]

### Дизайн медалей Летних олимпийских игр
Информация о всех медалях Летних олимпийских игр:
| Игры | Страна, проводящая игры | Информация | Дизайнер(ы)                                                           | Изготовитель                                    | Диаметр (мм) | Толщина (мм) | Масса (г) |  |
| ---- | ----------------------- | --- | --------------------------------------------------------------------- | ----------------------------------------------- | ------------ | ------------ | --------- |  |
| 1896 | Афины, Греция           | Лицевая сторона: Зевс держит Нику Оборотная сторона: Акрополис | Жуль-Клемент Шаплен                                                   | Парижский монетный двор                         | 48           | 3.8          | 047       |  |
| 1900 | Париж, Франция          | Лицевая сторона: Крылатая богиня держит лавровые ветки; Париж на заднем плане Оборотная сторона: Победивший атлет держит лавровые ветки; Акрополь на заднем плане Примечание: Единственная Олимпийская медаль не круглой формы | Фредерик Вернон                                                       | Парижский монетный двор                         | 59 x 41      | 3.2          | 053       |  |
| 1904 | Сент-Луис, Миссури, США | Лицевая сторона: Ника держит лавровый венок и пальмовый лист Оборотная сторона: Атлет держит лавровый венок; Греческий храм на заднем плане                                                                                    | Dieges & Clust                                                        | Dieges & Clust                                  | 37.8         | 3.5          | 021       |  |
| 1908 | Лондон, Великобритания  | Лицевая сторона: Атлет получает лавровый венок от двух женских фигур Оборотная сторона: Святой Георг верхом на лошади Ребро: «Vaughton», название соревнования и имя победителя                                                | Бертрам Макеннал                                                      | Vaughton & Sons                                 | 33           | 4.4          | 021       |  |
| 1912 | Стокгольм, Швеция       | Лицевая сторона: Атлет получает лавровый венок от двух женских фигур Оборотная сторона: Герольд открывает игры со статуей Пера Хенрика Линга позади него                                                                       | Бертрам Макенналl (Лицевая сторона) Эрик Линдберг (Оборотная сторона) | C.C. Sporrong & Co                              | 33.4         | 1.5          | 024       |  |
| 1920 | Антверпен, Бельгия      | Лицевая сторона: Атлет держит лавровый венок и пальмовый лист Оборотная сторона: Статуя Сильвиуса Брабо Ребро: Имя, название соревнования, команда, «Антверп» и дата                                                           | Жозе Дюпон                                                            | Coosmans                                        | 59           | 4.4          | 079       |  |
| 1924 | Париж, Франция          | Лицевая сторона: Один атлет поддерживает другого Оборотная сторона: Арфа и различный спортивный инвентарь | Андре Риво                                                            | Парижский монетный двор                         | 55           | 4.8          | 079       |  |
| 1928 | Амстердам, Нидерланды   | Дизайн: Trionfo Примечание: Дизайн лицевой стороны, иногда воспроизведённая, оставалась до 2004, а дизайн оборотной стороны оставался до 1972                                                                                  | Джузеппе Кассиоли                                                     | Датский государственный монетный двор           | 55           | 3            | 066       |  |
| 1932 | Лос-Анджелес, США       | Design: Trionfo | Джузеппе Кассиоли                                                     | Whitehead & Hoag                                | 55.3         | 5.7          | 096       |  |
| 1936 | Берлин, Германия        | Design: Trionfo «B.H MAYER PFORZHEIM 990» | Джузеппе Кассиоли                                                     | B.H. Mayer                                      | 55           | 5            | 071       |  |
| 1948 | Лондон, Великобритания  | Design: Trionfo | Джузеппе Кассиоли                                                     | John Pinches                                    | 51.4         | 5.1          | 060       |  |
| 1952 | Хельсинки, Финляндия    | Design: Trionfo Edge: 916 M / Y6 (Factory Stamp) | Джузеппе Кассиоли                                                     | Kultakeskus Oy                                  | 51           | 4.8          | 046.5     |  |
| 1956 | Мельбурн, Австралия     | Design: Trionfo | Джузеппе Кассиоли                                                     | K.G. Luke                                       | 51           | 4.8          | 068       |  |
| 1960 | Рим, Италия             | Design: Trionfo Окружён: Бронзовый лавровый венок и цепь из лавровых листьев | Джузеппе Кассиоли                                                     | Artistice Fiorentini                            | 68           | 6.5          | 211       |  |
| 1964 | Токио, Япония           | Design: Trionfo | Джузеппе Кассиоли и Тошикака Кошиба                                   | Японский монетный двор                          | 60           | 7.5          | 062       |  |
| 1968 | Мехико, Мексика         | Design: Trionfo | Джузеппе Кассиоли                                                     |                                                 | 60           | 6            | 130       |  |
| 1972 | Мюнхен, Германия        | Лицевая сторона: Trionfo Оборотная сторона: Кастор и Поллукс, дети близнецы Зевса и Леды Ребро: Имя победителя и дисциплина | Джузеппе Кассиоли (Лицевая сторона) Гёрхард Маркс (Оборотная сторона) | Баварский монетный двор                         | 66           | 6.5          | 102       |  |
| 1976 | Монреаль, Канада        | Лицевая сторона: Trionfo Оборотная сторона: Стилизованный лавровый венок и логотип Монреальских игр Ребро: Название дисциплины                                                                                                 | Джузеппе Кассиоли (Лицевая сторона)                                   | Королевский Канадский монетный двор             | 60           | 5.8          | 154       |  |
| 1980 | Москва, СССР            | Лицевая сторона: Trionfo Оборотная сторона: Стилизованное олимпийское пламя и логотип Московских игр | Джузеппе Кассиоли (Лицевая сторона) Илья Постол (Оборотная сторона)   | Московский монетный двор                        | 60           | 6.8          | 125       |  |
| 1984 | Лос-Анджелес, США       | Лицевая сторона: Trionfo Оборотная сторона: Олимпийского чемпиона толпа носит на руках Примечание: Оборотная сторона возвращается к дизайну Кассиоли                                                                           | Джузеппе Кассиоли                                                     | Jostens, Inc                                    | 60           | 7.9          | 141       |  |
| 1988 | Сеул, Южная Корея       | Лицевая сторона: Trionfo Оборотная сторона: Силуэт голубя несущего лавровую ветвь и логотип Сеульских Игр | Джузеппе Кассиоли (Лицевая сторона)                                   | Korea Minting and Security Printing Corporation | 60           | 7            | 152       |  |
| 1992 | Барселона, Испания      | Лицевая сторона: Новая интерпретация Trionfo Оборотная сторона: Логотип Барселонских игр | Хавьер Корберо                                                        | Королевский монетный двор (Испания)             | 70           | 9.8          | 231       |  |
| 1996 | Атланта, США            | Лицевая сторона: Новая интерпретация Trionfo Оборотная сторона: Стилизованная оливковая ветвь, логотип игр в Атланте и «Столетние Олимпийские Игры» Ребро: «Комитет Олимпийских игр Атланты»                                   | Malcolm Grear Designers                                               | Reed & Barton                                   | 70           | 5            | 181       |  |
| 2000 | Сидней, Австралия       | Лицевая сторона: Новая интерпретация Trionfo Оборотная сторона: Сиднейский оперный театр, Олимпийское пламя и олимпийские кольца Ребро: Название соревнования                                                                  | Вожциеч Пиетраник                                                     | Австралийский королевский монетный двор         | 68           | 5            | 180       |  |
| 2004 | Афины, Греция           | Лицевая сторона: Ника со стадионом Панатинаико на заднем плане Оборотная сторона: Олимпийское пламя, начальные строфы восьмой Пиндаровой Олимпийской Оды и логотип игр в Афинах                                                | Елена Вотци                                                           |                                                 | 60           | 5            | 135       |  |
| 2008 | Пекин, Китай            | Лицевая сторона: Ника со стадионом Панатинаико на заднем плане Оборотная сторона: нефритовое кольцо с логотипом игр в Пекине в центре и названием соревнования по периметру                                                    | Хао Йонг                                                              | China Banknote Printing and Minting Corporation | 70           | 6            | 200       |  |
| 2012 | Лондон, Великобритания  | Лицевая сторона: Ника со стадионом Панатинаико на заднем плане Оборотная сторона: Река Темза и логотип Лондонских игр с угловатыми линиями на заднем плане                                                                     | Дэвид Ваткинс                                                         | Королевский монетный двор                       | 85           | 7            | 375-400   |  |

### Дизайн медалей Зимних олимпийских игр
Информация о всех медалях Зимних олимпийских игр:
| Игры | Страна, проводящая игры       | Информация | Дизайнер(ы)                                                      | Изготовитель                                    | Диаметр (мм) | Толщина (мм) | Масса (г)   |
| ---- | ----------------------------- | --- | ---------------------------------------------------------------- | ----------------------------------------------- | ------------ | ------------ | ----------- |
| 1924 | Шамони, Франция               | Лицевая сторона: Лыжник держит коньки и лыжи, а также имя дизайнера Оборотная сторона: Письменная информация об играх | Рауль Бернард                                                    | Парижский монетный двор                         | 055          | 04           | 075         |
| 1928 | Санкт-Мориц, Швейцария        | Лицевая сторона: Конькобежец в окружении снежинок Оборотная сторона: Оливковые ветви и информация о стране проводящей игры | Арнольд Хунервадель                                              | Huguenin Frères                                 | 050.4        | 03           | 051         |
| 1932 | Лейк-Плэсид, Нью-Йорк, США    | Лицевая сторона: Ника с Горами Адирондак на заднем плане Оборотная сторона: Лавровые листья и информация о стране проводящей игры Форма: Круглая, но с неровным краем |                                                                  | Robbins Company                                 | 055          | 03           | 051         |
| 1936 | Гармиш-Партенкирхен, Германия | Лицевая сторона: Ника верхом на колеснице, запряжённой лошадьми, едет по арке над зимним спортивным инвентарём Оборотная сторона: Большие Олимпийские кольца | Рихард Клэйн                                                     | Deschler & Sohn                                 | 100          | 04           | 324         |
| 1948 | Санкт-Мориц, Швейцария        | Лицевая сторона: Олимпийский факел со снежинками на заднем плане и Олимпийский девиз Citius, Altius, Fortius Оборотная сторона: Снежинки и информация о стране проводящей игры | Поль-Андре Дроз                                                  | Huguenin Frères                                 | 060.2        | 03.8         | 103         |
| 1952 | Осло, Норвегия                | Лицевая сторона: Олимпийский факел и Олимпийский девиз Citius, Altius, Fortius Оборотная сторона: Пиктограмма Ратуши города Осло с тремя снежинками и информация о стране проводящей игры | Васос Фалиреус and Кнут Иван                                     | Th. Marthinsen                                  | 070          | 03           | 137.5       |
| 1956 | Кортина-д'Ампеццо, Италия     | Лицевая сторона: «Идеальная женщина» и информация о стране проводящей игры Оборотная сторона: Большая снежинка с горой Помагагнон на заднем плане, Олимпийский девиз Citius, Altius, Fortius, и дальнейшая информация о стране проводящей игры | Костанттино Аффер                                                | Lorioli Bros.                                   | 060.2        | 03           | 120.5       |
| 1960 | Скво-Вэлли,Калифорния, США    | Лицевая сторона: Голова мужчины и женщины и информация о стране проводящей игры, расположенная по кругу Оборотная сторона: Большие Олимпийские кольца, Олимпийский девиз Citius, Altius, Fortius, и название вида спорта | Герфф Джонс                                                      | Herff Jones Company                             | 055.3        | 04.3         | 095         |
| 1964 | Инсбрук, Австрия              | Лицевая сторона: Горы Торлауф, «Инсбрук 1964», и «Торлауф» Оборотная сторона: Олимпийские кольца поверх герба Инсбрука и информация о стране проводящей игры, расположенная по кругу | Марта Коуфаль (Лицевая сторона) Артур Зеглер (Оборотная сторона) | Австрийский монетный двор                       | 072          | 04           | 110         |
| 1968 | Гренобль, Франция             | Лицевая сторона: Три снежинки и герб — красная роза Гренобля с информацией о стране проводящей игры, расположенной по кругу Оборотная сторона: Стилизованное изображение каждой из дисциплин | Роджер Экскофон                                                  | Парижский монетный двор                         | 061          | 03.3         | 124         |
| 1972 | Саппоро, Япония               | Лицевая сторона: Пиктограмма линий на снегу Оборотная сторона: Снежинка, Солнце и Олимпийские кольца Форма: Квадратная с округлыми волнистыми гранями | Яги Казуми (Лицевая сторона) Икко Танака (Оборотная сторона)     | Отдел Монетного двора Финансового Министерства  | 057.3 x 61.3 | 05           | 130         |
| 1976 | Инсбрук, Австрия              | Лицевая сторона: Олимпийские кольца поверх герба Инсбрука с информацией о стране проводящей игры, расположенной по кругу Оборотная сторона: Альпы, Бергисель, и Олимпийское пламя | Марта Кауфаль (Лицевая сторона) Артур Зеглер (Оборотная сторона) | Austrian Mint                                   | 070          | 05.4         | 164         |
| 1980 | Лейк-Плэсид, Нью-Йорк, США    | Лицевая сторона: Олимпийский факел, который держат напротив гор Адирондак Оборотная сторона: Шишка и логотип Лейк-Плэсид | Tiffany & Co.                                                    | Medallic Art Company                            | 081          | 06.1         | 205         |
| 1984 | Сараево, Югославия            | Лицевая сторона: Логотип события и информацией о стране проводящей игры, расположенной по кругу Оборотная сторона: Голова атлета, увенчанная лавровым венком Форма: Круглая, но расположена на округлённом прямоугольнике | Небойша Митрич                                                   | Zlatara Majdanpek and Zavod za izradu novčanica | 71.1 x 65.1  | 03.1         | 164         |
| 1988 | Калгари, Канада               | Лицевая сторона: Логотип события и информация о стране проводящей игры, расположенная по кругу Оборотная сторона: Два человека, один с лавровым венком, а другой с индейским головным убором в котором вместо перьев — различный зимний спортивный инвентарь | Фридрих Питер                                                    | Jostens                                         | 069          | 05           | 193         |
| 1992 | Альбервиль, Франция           | Лицевая сторона: Стекло вставленное в металл с изображением Олимпийских колец на против гор Оборотная сторона: Обратная сторона стеклянной части | Рене Лалик                                                       | Рене Лалик                                      | 092          | 09.1         | 169         |
| 1994 | Лиллехаммер, Норвегия         | Спарагмит, частично покрытый золотом. На одной стороне Олимпийские кольца и информация о стране проводящей игры, на другой — дисциплина по которой была выиграна медаль и эмблема игр | Ингерт Ханевольд                                                 | Th. Marthinsen                                  | 080          | 08.5         | 131         |
| 1998 | Нагано, Япония                | Лицевая сторона: Частично покрыта глазурью, показывает эмблему игр Оборотная сторона: В основном покрыта глазурью, содержит эмблему игр поверх горы Синсю | Такэси Ито                                                       | Kiso Kurashi Craft Center                       | 080          | 08           | 261         |
| 2002 | Солт-Лейк-Сити, США           | Лицевая сторона: Атлет, несущий Олимпийский факел выходит из пламени Оборотная сторона: Ника держит победный лист, окружённый информацией о играх Форма: Неровный круг, наподобие камней в реках Юты | Скотт Гивен, Axiom Design                                        | O.C. Tanner                                     | 085          | 10           | 567         |
| 2006 | Турин, Италия                 | Лицевая сторона: Изобразительные элементы игр Оборотная сторона: Пиктограмма определённой дисциплины Форма: Круглая, с отверстием символизирующим пьяццу | Дарио Кватрини                                                   | Ottaviani                                       | 107          | 10           | 469         |
| 2010 | Ванкувер, Канада              | Лицевая сторона: Индивидуально обрезанная часть большой картины Первых Народов (касатка или ворон), что делает каждую медаль уникальной Оборотная сторона: Эмблема игр и информация о событии Форма: Круглая, но волнистая, что делает её не плоской | Коррин Хант and Омер Арбель                                      | Королевский канадский монетный двор             | 100          | 06           | 500-576     |
| 2014 | Сочи, Россия                  | Лицевая сторона: выгравированы Олимпийские кольца Оборотная сторона: название вида соревнований, а также Эмблема Игр Сочи 2014 Форма: Круглая, в центре медалей — вставка, выполненная из высокопрочного прозрачного поликарбоната, в виде кристаллов символизирующих зиму. С помощью гравировки на награды нанесено «лоскутное одеяло» Игр — мозаика из национальных узоров народов России. Официальное название Игр на русском, английском и французском языках размещено на гурте. | Эскиз — Leo Burnett, тех.дизайн — Адамас                         | Адамас                                          | 100          | 10           | 531,525,460 |

## Олимпийские медали в филателии
Олимпийская филателия родилась вместе с современными Олимпийскими играми. Первые марки посвящённые Олимпийским играм поступили в почтовое обращение в день открытия Игр, а не на второй день, как считают некоторые отечественные авторы. Греция произвела возможно пару видов марок с изображением медали летних Олимпийских игр, но и другие страны, такие как СССР, Гамбия, Лаос, Корея, Венгрия выпустили малую партию марок с иллюстрацией медали, Сьерра-Леоне выпустила свою марку с элементом главной награды.
Каждый раз, в период прохождения Игр страны-участники, а иногда различные другие государства, изготавливают марки изображающими медали: золотые, серебряные, бронзовые. Количество не фиксируется. Несмотря на то, что плакетка на летних Олимпийских игр в Париже 1900 была самая необыкновенная, марки изготовило несколько стран и в малом количестве, хотя медали хорошо подходят по форме.
До сих пор сохранилась традиция изготавливать марки с изображением наград перед началом Олимпийских игр, но после их окончательного утверждения МОКом.